# Mutación monetaria
La mutación monetaria, también llamada quiebra de moneda antiguamente, es una técnica fiduciaria empleada por las autoridades monetarias donde se juega con el título de un metal precioso en una moneda para beneficiarse de él. El mecanismo es el siguiente: el Estado aumenta el precio de compra del metal, lo que atrae a las casas de moneda, luego obtiene la moneda de aleación bajando el valor del metal precioso, lo que permite aumentar las cantidades acuñadas y aumentar el tipo de señoreaje. Estas prácticas conducen a devaluaciones.

## Francia
En los siglos XIII y XIV, entre los reinados de Felipe IV de Francia y Juan II de Francia, los reyes de Francia que tenían dificultades para conseguir que se aceptaran aumentos de impuestos recurrieron regularmente a esta técnica para reponer las arcas del Estado. Las devaluaciones que implicaron fueron muy impopulares y dieron lugar a fuertes movimientos de protesta que dieron lugar a la gran ordenanza de 1357 y luego a la ordenanza caboquiana de 1413 que tenía como objetivo establecer una monarquía controlada. Carlos V y luego Carlos VII lograron restaurar la autoridad real haciendo que los Estados Generales aceptaran la permanencia de impuestos para financiar un ejército permanente frente al establecimiento de una moneda estable (el franco fue creado el 5 de diciembre de 1360).

## Navarra
A finales del siglo XV, la situación política del reino de Navarra, presionada por su poderosos vecinos y tras cincuenta años de guerra civil, impedía a sus monarcas «diseñar las políticas monetarias que podrían considerarse útiles y necesarias para la buena gobernación del reino.» La necesidad de «acomodar el sistema y la producción monetaria con la contracción o penuria de metales preciosos que vive gran parte de la Europa occidental en vísperas del descubrimiento de América» llevó a la aplicación de algunas medidas como el brazaje y el señoreaje y a «unas políticas monetarias que tratasen de remediar la quiebra de las mutaciones, derivadas de las frecuentes y bruscas alteraciones de la ley y la talla de las especies puestas en circulación.»